# Prix Herder
 (août 2022).
Le prix Herder (allemand : Herder-Preis), établi en 1963 et nommé en l'honneur de Johann Gottfried von Herder, était un prestigieux prix international consacré à la promotion des relations scientifiques, littéraires et artistiques, et offert à des chercheurs et des artistes de l'Europe centrale et du Sud-Est dont la vie et l’œuvre ont amélioré la compréhension culturelle entre les pays européens ainsi que leurs interrelations pacifiques.
Le jury était composé de représentants d'universités allemandes et autrichiennes. Le financement du prix Herder (dont chaque bourse s'élevait à 15 000 €) était assuré par la Fondation Alfred Toepfer (Alfred Toepfer Stiftung F.V.S.) à Hambourg en Allemagne. Les prix étaient traditionnellement remis aux lauréats à l'université de Vienne par le Président autrichien.
En 2007, le prix Herder a été fusionné avec un autre fonds, créant ainsi un nouveau prix culturel européen (le prix Kairos) d'une valeur de 75 000 € destiné à encourager de jeunes artistes européens.

## Liste des récipiendaires (extrait)
| Année | Nom                                 | Profession et nationalité                                   |
| ----- | ----------------------------------- | ----------------------------------------------------------- |
| 1964  | Jan Kott                            | Critique dramatique polonais                                |
| 1965  | Tudor Arghezi                       | Écrivain roumain                                            |
| 1965  | László Németh                       | Écrivain hongrois                                           |
| 1966  | Ján Cikker                          | Compositeur slovaque                                        |
| 1967  | Witold Lutosławski                  | Compositeur polonais                                        |
| 1967  | Mihai Pop                           | Ethnologue roumain                                          |
| 1967  | Vladimír Kompánek                   | Sculpteur slovaque                                          |
| 1968  | Lajos Vayer                         |                                                             |
| 1969  | Pantcho Vladiguerov                 | Compositeur, pédagogue et pianiste bulgare                  |
| 1970  | Gyula Illyés                        | Poète et romancier hongrois                                 |
| 1970  | Zoltan Franjo                       | Poète et traducteur roumain                                 |
| 1971  | Zaharia Stancu                      | Écrivain roumain                                            |
| 1972  | Gyula Ortutay                       | Ethnographe hongrois                                        |
| 1972  | Virgil Vătășianu                    | Historien de l'art roumain                                  |
| 1972  | Atanas Dalchev                      | Poète, critique littéraire et traducteur bulgare            |
| 1973  | Zbigniew Herbert                    | Poète, essayiste et moraliste polonais                      |
| 1973  | János Harmatta                      | Linguiste hongrois                                          |
| 1975  | Nichita Stănescu                    | Poète roumain                                               |
| 1975  | Gabor Presisch                      | Architecte hongrois                                         |
| 1976  | Dezső Keresztury                    | Écrivain et poète hongrois                                  |
| 1976  | Marin Goleminov                     | Compositeur bulgare                                         |
| 1977  | Eugen Barbu                         | Romancier, dramaturge et journaliste roumain                |
| 1977  | Krzysztof Penderecki                | Compositeur polonais                                        |
| 1978  | Béla Gunda                          | Ethnographe hongrois                                        |
| 1979  | Ferenc Farkas                       | Compositeur hongrois                                        |
| 1980  | Emil Condurachi, Vera Moutaftchieva | Historiens roumain et bulgare                               |
| 1981  | Sándor Csoóri                       | Écrivain et poète hongrois                                  |
| 1982  | Ana Blandiana                       | Poète, essayiste et femme politique roumaine                |
| 1982  | Imre Varga                          | Sculpteur hongrois                                          |
| 1983  | Jozef Jankovič                      | Sculpteur slovaque                                          |
| 1983  | György Konrád[réf. nécessaire]      | Romancier et essayiste hongrois                             |
| 1983  | Stoimen Stoilov                     | Artiste bulgare                                             |
| 1984  | Constantin Lucaci                   | Sculpteur roumain                                           |
| 1984  | Krzysztof Meyer                     | Compositeur polonais                                        |
| 1985  | Adrian Marino                       | Critique, théoricien et historien de la littérature roumain |
| 1986  | Tekla Dömötör                       |                                                             |
| 1986  | Anatol Vieru                        | Compositeur roumain                                         |
| 1987  | József Ujfalussy                    | Musicologue hongrois                                        |
| 1988  | Ana Blandiana                       | Poète roumaine                                              |
| 1988  | Constantin Noica                    | Philosophe et essayiste roumain                             |
| 1988  | György Györffy                      | Historien hongrois                                          |
| 1988  | Christos Capralos                   | Sculpteur grec                                              |
| 1990  | Bronisław Geremek                   | Historien et militant politique polonais                    |
| 1990  | Dejan Medaković                     | Historien de l'art et poète serbe                           |
| 1990  | Adriena Simotova                    | Artiste tchèque                                             |
| 1990  | András Vizkelety                    | Philologue hongrois                                         |
| 1991  | Marin Sorescu                       | Poète, dramaturge et romancier roumain                      |
| 1991  | Gerard Labuda                       | Historien polonais                                          |
| 1991  | Stoimen Stoilov                     | Artiste bulgare                                             |
| 1992  | Zmaga Kumer                         | Musicologue, chercheur et folkloriste slovène               |
| 1994  | Sándor Kányádi[réf. nécessaire]     | Poète hongrois                                              |
| 1994  | Zigmas Zinkevičius                  | Linguiste et historien lituanien                            |
| 1995  | Wisława Szymborska                  | Poète, essayiste et traductrice polonaise                   |
| 1995  | Jaan Undusk                         | Écrivain et critique littéraire estonien                    |
| 1995  | Mirko Kovač                         | Écrivain serbe                                              |
| 1996  | Konstantin Iliev                    | Dramaturge bulgare                                          |
| 1996  | Pēteris Vasks                       | Compositeur letton                                          |
| 1997  | Bogdan Bogdanović                   | Architecte serbe                                            |
| 1997  | Ferenc Glatz                        | Académicien hongrois                                        |
| 1997  | Jaan Kross                          | Écrivain estonien                                           |
| 1998  | Imre Bak                            | Artiste hongrois                                            |
| 1998  | Andrei Corbea Hoișie                | Philologue roumain                                          |
| 1999  | Mircea Dinescu                      | Poète et éditeur roumain                                    |
| 1999  | István Fried                        |                                                             |
| 1999  | Svetlana Alexievitch                | Journaliste d'enquête biélorusse                            |
| 2000  | Imre Kertész                        | Écrivain hongrois                                           |
| 2000  | Milan Kundera                       | Écrivain tchèque naturalisé français                        |
| 2000  | Arvo Pärt                           | Compositeur estonien                                        |
| 2001  | Iouri Androukhovitch                | Écrivain ukrainien                                          |
| 2001  | Janez Bernik                        | Peintre slovène                                             |
| 2001  | János Böhönyey                      | Architecte hongrois                                         |
| 2001  | Marek Kopelent                      | Compositeur tchèque                                         |
| 2002  | Péter Esterházy                     | Écrivain hongrois                                           |
| 2002  | Aurel Stroe                         | Compositeur roumain                                         |
| 2003  | Drago Jančar                        | Romancier et dramaturge slovène                             |
| 2003  | Károly Manherz                      | Linguiste et germaniste hongrois                            |
| 2003  | Ana Maria Zahariade                 | Architecte roumaine                                         |
| 2004  | Theodore Antoniou                   | Compositeur et chef d'orchestre grec                        |
| 2004  | Éva Pócs                            | Ethnographe hongroise                                       |
| 2005  | Károly Klimó                        | Artiste hongrois                                            |
| 2005  | Hanna Krall                         | Journaliste et écrivaine polonaise                          |
| 2005  | Primoz Kuret                        | Historien et musicologue slovène                            |
| 2005  | Jiří Kuthan                         |                                                             |
| 2005  | Andrei Marga                        | Philosophe roumain                                          |
| 2005  | Eimuntas Nekrošius                  | Directeur de théâtre lituanien                              |
| 2005  | Krešimir Nemec                      | Critique littéraire croate                                  |
| 2006  | Wlodzimierz Borodziej               | Historien polonais                                          |
| 2006  | Nicos Hadzinikolau                  |                                                             |
| 2006  | Gabriela Kilianova                  | Ethnologue slovaque                                         |
| 2006  | Ene Mihkelson                       | Écrivain estonien                                           |
| 2006  | Vojteh Ravnikar                     | Architecte slovène                                          |